# 대구광역시의 사찰 목록
대구광역시의 사찰 목록은 문화관광부의 2005년 5월자 자료를 기본으로 하여 빠진 내용을 추가한 것들이다.
- 관암사 - 대구광역시 동구 갓바위로 350 (태고종)
- 관음사 - 대구광역시 동구 둔산로 535 (조계종)
- 관음사 - 대구광역시 중구 공평로8길 15 (조계종)
- 남지장사 - 대구광역시 달성군 가창면 남지장사길 95 (조계종)
- 대성사 - 대구광역시 중구 북성로 19-1 (조계종)
- 대견사 - 대구광역시 달성군 유가읍 봉리 산1-2
- 동화사 - 대구광역시 동구 동화사길 1 (조계종)
- 법장사 - 대구광역시 남구 고산3길 96-4 (조계종)
- 법주사 - 대구광역시 군위군 소보면 달산리 773 (조계종)
- 부인사 - 대구광역시 동구 팔공산로 967-28 (조계종)
- 북지장사 - 대구광역시 동구 도장길 243 (조계종)
- 소재사 - 대구광역시 달성군 유가읍 휴양림길 228 (조계종)
- 수태사 - 대구광역시 군위군 의흥면 지호2길 202 (조계종)
- 신흥암 - 대구광역시 군위군 우보면 달산리 772 (조계종)
- 안일사 - 대구광역시 남구 앞산순환로 440 (조계종)
- 압곡사 - 대구광역시 군위군 삼국유사면 낙전리 674 (조계종)
- 용문사 - 대구광역시 달성군 화원읍 화원휴양림길 132 (조계종)
- 용연사 - 대구광역시 달성군 옥포읍 용연사길 260 (조계종)
- 운흥사 - 대구광역시 달성군 가창면 헐티로 1068 (조계종)
- 유가사 - 대구광역시 달성군 유가읍 유가사길 161 (조계종)
- 인각사 - 대구광역시 군위군 삼국유사면 화북리 612 (조계종)
- 은적사 - 대구광역시 남구 앞산순환로 574-120 (조계종)
- 임휴사 - 대구광역시 달서구 앞산순환로 12-25 (조계종)
- 제2석굴암 - 대구광역시 군위군 부계면 남산리 302 (무소속)
- 지보사 - 대구광역시 군위군 군위읍 상곡리 280 (조계종)
- 파계사 - 대구광역시 동구 파계로 741 (조계종)
- 현풍포교당 - 대구광역시 달성군 현풍읍 현풍동로27길 54-6 (조계종)
- 화장사 - 대구광역시 달성군 화원읍 비슬로522길 41 (조계종)

## 같이 보기
- 한국의 사찰 목록